# Dactylorhiza gustavssonii
Dactylorhiza gustavssonii är en orkidéart som beskrevs av Helmut Baumann. Dactylorhiza gustavssonii ingår i Handnyckelsläktet som ingår i familjen orkidéer. Inga underarter finns listade i Catalogue of Life.